# Варда, Амр
Амр Медхат Варда́ (араб.   عـمرو وردة‎, род. 17 сентября 1993, Александрия, Египет) — египетский футболист, полузащитник греческого клуба ПАОК и сборной Египта.

## Клубная карьера
Воспитанник футбольной школы клуба «Аль-Ахли» (Каир). Взрослую футбольную карьеру начал в 2013 году в основной команде того же клуба, в которой провёл два сезона, приняв участие лишь в 1 матче чемпионата.
В течение 2015 года также защищал на условиях аренды цвета команды клуба «Аль-Иттихад» (Александрия). Своей игрой за последнюю команду привлёк внимание представителей тренерского штаба греческого «Панетоликоса», к составу которого присоединился в 2015 году.
Сыграл за клуб из Агриниона следующие два сезона своей игровой карьеры. К составу клуба ПАОК присоединился в начале 2017 года. В августе 2017 года перешёл в аренду в греческий клуб «Атромитос».

## Выступления за сборную
В течение 2013—2015 годов привлекался в состав молодёжной сборной Египта. На молодёжном уровне сыграл в 9 официальных матчах.
В 2015 году дебютировал в официальных матчах в составе национальной сборной Египта.
В составе сборной был участником Кубка африканских наций 2017 года в Габоне.
В 2019 году Варда был изгнан из сборной во время Кубка африканских наций за сексуальные домогательства Однако два дня спустя игрок вернулся в команду после того, как опубликовал видео с извинениями в своём аккаунте Facebook.

## Достижения
«Аль-Ахли»
- Чемпион Египта: 2013/14

ПАОК
- Обладатель Кубка Греции: 2017

Египет
- Серебряный призёр Кубка африканских наций: 2017